# Angelica Bella
Angelica Bella (Tiszalök, 1968. február 15. – 2021. május 5.) magyar pornószínész. Elsősorban Olaszországban dolgozott, ahol nagy népszerűségnek örvendett.

## Életrajz
Angelica Bella felnőtt filmes karrierje Gabriella Dari álnéven kezdődött. Az 1990-es évek elején különböző német producerekkel dolgozott együtt.

## Díjak
- 1993 Hot d’Or – Legjobb Európai Színész[6]

## Fordítás
- Ez a szócikk részben vagy egészben  az   Angelica Bella című angol Wikipédia-szócikk ezen változatának fordításán alapul.  Az eredeti cikk szerkesztőit annak laptörténete sorolja fel. Ez a jelzés csupán a megfogalmazás eredetét és a szerzői jogokat jelzi, nem szolgál a cikkben szereplő információk forrásmegjelöléseként.

## További információ
- Angelica Bella az Internet Movie Database-ben (angolul)